# Bokken
Un bokken (en japonès 木剣 literalment sabre de fusta) o bokutou (木刀 amb idèntic significat) és una espasa de fusta que imita la katana o sabre japonès. Sol estar fet de fusta de roure, i té una longitud d'entre 1,00 i 1,05 metres.
És més pesant i perillosa que la shinai però més lleugera que la katana de manera que serveix en l'entrenament com a grau intermedi abans de controlar l'arma de metall que serà encara més pesada.
S'utilitza en algunes arts marcials japoneses, com el Kendo, Iaido, Aikido, Kenjutsu, Jodo, etc.

## Història
És difícil determinar amb precisió quan va aparèixer el primer bokken a causa del secret en l'entrenament d'arts marcials antigues i un registre fluix. Tot i que segurament es van utilitzar diverses armes simulades durant els períodes anteriors de la història japonesa, l'ús de bokken en la seva forma moderna va sorgir per primera vegada durant el Període Muromachi (1336-1600) per a l'entrenament dels samurais guerrers a les diferents ryū (escoles d'arts marcials i d'espasa) de l'època. Si una katana d'acer s'utilitza repetidament, es pot tallar fàcilment i el tall defectuós, potencialment conduint a una espasa cara trencada. Els Bokken són més segurs que lluitar amb espases reals, i són considerablement més duradors; un portador pot entrar en contacte amb les espases d'un altre aprenent amb poca por a patir danys.
Tot i que els bokken són més segurs per a l'esparg i la pràctica que les katana, encara són armes letals en mans d'usuaris entrenats. Existeix una llegenda famosa en aquest sentit que implica Miyamoto Musashi, un ronin conegut per lluitar contra enemics completament armats amb només un o dos bokken. Segons la història, va acceptar un duel amb Sasaki Kojiro a primera hora del matí a Ganryūjima, un petit banc de sorra entre Kyushu i Honshu. Musashi es va adormir durant el matí del duel, però, i va arribar tard al duel. Va tallar un bokken d'un rem amb el seu ganivet mentre viatjava en un vaixell cap al duel. Al duel, Sasaki estava armat amb el seu gran nodachi, però Musashi va aixafar el crani de Sasaki amb un sol cop del seu bokken'. , matant-lo. Tot i que molts elements de la història són probablement apòcrifs, el perill potencial d'un bokken de la llegenda és real.
Un altre lloc notable on es fabricaven i venien els bokken com a records turístics era Aizuwakamatsu; els bokken resultants estaven sovint inscrits amb les marques del Byakkotai, un batalló de joves que es va suïcidar massivament a prop durant la batalla d'Aizu. Durant el final de l'era Showa dels anys setanta i vuitanta, aquests suïcidis van ser romanticitzats com un acte atrevit i heroic, i els bokken marcats amb el seu emblema es van vendre bé.
El "bokken estàndard", utilitzat principalment en kendo, iaido i aikido, va ser creat pel mestre Aramaki Yasuo en col·laboració amb la Federació de Kendo d'All Japan a la dècada de 1950 i va ser el primer bokken estandarditzat que s'ha creat.